# Copa de Macedonia del Norte 2021-22
La Copa de Macedonia del Norte 2021-22 (en macedonio: Куп на Северна Македонија, Kup na Severna Makedonija) es la trigésima temporada de la competición de copa anual de Macedonia del Norte.
El equipo campeón se garantiza un cupo en la primera ronda clasificatoria de la Liga Europa Conferencia de la UEFA 2022-23.

## Calendario
| Ronda            | Fecha                         | Partidos | Equipos |
| ---------------- | ----------------------------- | -------- | ------- |
| Primera ronda    | 15 – 22 de septiembre de 2021 | 14       | 30 → 14 |
| Octavos de final | 20 de octubre de 2021         | 8        | 16 → 8  |
| Cuartos de final | 1 de diciembre de 2021        | 4        | 8 → 4   |
| Semifinal        | marzo – abril de 2022         | 2        | 4 → 2   |
| Final            | mayo de 2022                  | 1        | 2 → 1   |

## Primera ronda
| 15 de septiembre de 2021 | FK Detonit Junior | 0:3 (0:2) | FK Makedonija Gjorče Petrov              | Gradski Stadion, Radoviš, Macedonia del Norte |                  |
| 15:00 (CET)              |                   | Reporte   | - 4' Fazliu - 28' Krstovski - 60' Kamara | Árbitro(s): [[]]                              | Árbitro(s): [[]] |

| 15 de septiembre de 2021 | FK Pobeda AD                         | 1:1 (0:0) (4:5 p.)         | FK Vardar                                           | Estadio Goce Delčev, Prilep, Macedonia del Norte |                  |
| 15:00 (CET)              | - Angjeleski 90+4'                   | Reporte                    | - 53' Blazevski                                     | Árbitro(s): [[]]                                 | Árbitro(s): [[]] |
|                          |                                      | Tiros desde el punto penal |                                                     |                                                  |                  |
|                          | - Angjeleski - Spirkoski - Petejchuk |                            | - Glisic - Blazevski - Nikolov - Petrov - Petkovski |                                                  |                  |

| 15 de septiembre de 2021 | KF Besa Dobërdoll | 1:1 (0:0) (3:4 p.) | FK Skopje            | Igralište Golema Rečica, Tetovo, Macedonia del Norte |                  |
| 15:00 (CET)              | - Zhoglev 79'     | Reporte            | - 85' (a.g.) Berisha | Árbitro(s): [[]]                                     | Árbitro(s): [[]] |

| 15 de septiembre de 2021 | FK Lokomotiva Gradsko | 0:2 (0:1) | FK Ohrid                      | Igralište na AMS Gradsko, Gradsko, Macedonia del Norte |                  |
| 15:00 (CET)              |                       | Reporte   | - 38' Bakuleski - 73' Soposki | Árbitro(s): [[]]                                       | Árbitro(s): [[]] |

| 15 de septiembre de 2021 | KF Gostivari | 0:4 (0:0) | FK Renova                               | City Stadium Gostivar, Gostivar, Macedonia del Norte |                  |
| 15:00 (CET)              |              | Reporte   | - 47', 65' Ali - 67' Shefiti - 77' Mena | Árbitro(s): [[]]                                     | Árbitro(s): [[]] |

| 15 de septiembre de 2021 | FK Ljuboten | 0:9 (0:6) | FK Pelister                                                                                              | Stadion Tumbe Kafe, Bitola, Macedonia del Norte |                  |
| 15:00 (CET)              |             | Reporte   | - 6', 12', 39' Zdravevski - 16', 20' Manevski - 36' Sulejmani - 54' Juffo - 79' Talevski - 84' Ivanovski | Árbitro(s): [[]]                                | Árbitro(s): [[]] |

| 15 de septiembre de 2021 | KF Korabi Debar | 1:2 (0:1) | FK Belasica                  | Gradski Stadion Debar, Debar, Macedonia del Norte |                  |
| 15:00 (CET)              | - Ismail 63'    | Reporte   | - 15' Mitovski - 87' Milusev | Árbitro(s): [[]]                                  | Árbitro(s): [[]] |

| 15 de septiembre de 2021 | FK Sloga 1934 Vinica | 0:3 (0:1) | F Rabotnički                                          | Gradski Stadion Filip Vtori, Vinica, Macedonia del Norte |                  |
| 15:00 (CET)              |                      | Reporte   | - 10' (pen.) Stojkoski - 60' Lazarov - 63' Alomerovic | Árbitro(s): [[]]                                         | Árbitro(s): [[]] |

| 15 de septiembre de 2021 | FK Novaci | 0:2 (0:2) | GFK Tikvesh                  | Stadion Metallurg, Novaci, Macedonia del Norte |                  |
| 15:00 (CET)              |           | Reporte   | - 6' Gjurkovski - 12' Spahiu | Árbitro(s): [[]]                               | Árbitro(s): [[]] |

| 15 de septiembre de 2021 | FK Sasa | 0:2 (0:1) | FC Struga                   | Gradski stadion, Makedonska Kamenica, Macedonia del Norte |                  |
| 15:00 (CET)              |         | Reporte   | - 36' Skenderi - 89' Beqiri | Árbitro(s): [[]]                                          | Árbitro(s): [[]] |

| 15 de septiembre de 2021 | FK Voska Sport | 0:1 (0:1) | FK Bregalnica Štip | SRC Biljanini Izvori, Ohrid, Macedonia del Norte |                  |
| 15:00 (CET)              |                | Reporte   | - 7' Dodev         | Árbitro(s): [[]]                                 | Árbitro(s): [[]] |

| 22 de septiembre de 2021 | FK Kit-Go Pehčevo | 0:2 (0:1) | KF Shkëndija               | Gradski stadion Štip, Štip, Macedonia del Norte |                  |
| 15:00 (CET)              |                   | Reporte   | - 23' Shala - 90+2' Doriev | Árbitro(s): [[]]                                | Árbitro(s): [[]] |

| 22 de septiembre de 2021 | FK New Stars        | 1:4 (1:2) | FK Borec                                                | Gorče Petrov Stadium, Skopje, Macedonia del Norte |                  |
| 15:00 (CET)              | - Pasharikovski 33' | Reporte   | - 23' Manasiev - 41' Ljuma - 51' Nikolovski - 61' Aliev | Árbitro(s): [[]]                                  | Árbitro(s): [[]] |

| 22 de septiembre de 2021 | KF Veleshta | 0:1 (0:1) | FK Shkupi          | Stadion Velešta, Velešta, Macedonia del Norte |                  |
| 15:00 (CET)              |             | Reporte   | - 45' Gjorgjievski | Árbitro(s): [[]]                              | Árbitro(s): [[]] |

## Octavos de final
| 20 de octubre de 2021 | FC Struga                                               | 1:1 (1:1) (5:4 p.)         | FK Borec                                                                  | Gradska Plaža Stadium, Struga, Macedonia del Norte |                  |
| 14:00 (CET)           | - Bosancic 34'                                          | Reporte                    | - 3' (pen.) Gjorgjiev                                                     | Árbitro(s): [[]]                                   | Árbitro(s): [[]] |
|                       |                                                         | Tiros desde el punto penal |                                                                           |                                                    |                  |
|                       | - Cake - Bojku - Shabani - Jahja - Cvetanoski - Kocoski |                            | - Gjorgjieski - Trajkoski - Stoimenovski - Radjen - Djordjevic - Jankulov |                                                    |                  |

| 20 de octubre de 2021 | FK Akademija Pandev                     | 1:1 (0:0) (3:5 p.)         | FK Makedonija Gjorče Petrov                           | Sportski Centar Pandev, Strumica, Macedonia del Norte |                  |
| 14:00 (CET)           | - Mirchevski 64' (pen.)                 | Reporte                    | - 67' (pen.) Adem                                     | Árbitro(s): [[]]                                      | Árbitro(s): [[]] |
|                       |                                         | Tiros desde el punto penal |                                                       |                                                       |                  |
|                       | - Velinovski - Iliev - Bihorac - Ousman |                            | - Popzlatanov - Adem - Misevski - Fernandinho - Emini |                                                       |                  |

| 20 de octubre de 2021 | KF Shkëndija                                      | 5:0 (4:0) | F Renova | Ecolog Arena, Tetovo, Macedonia del Norte |                  |
| 14:00 (CET)           | - Merxhani 4' - Shala 20', 45+1' - Hebaj 41' (54) | Reporte   |          | Árbitro(s): [[]]                          | Árbitro(s): [[]] |

| 20 de octubre de 2021 | F Vardar                                    | 0:0 (4:2 p.)               | FK Skopje                                       | Boris Trajkovski Stadium, Skopie, Macedonia del Norte |                  |
| 14:00 (CET)           |                                             | Reporte                    |                                                 | Árbitro(s): [[]]                                      | Árbitro(s): [[]] |
|                       |                                             | Tiros desde el punto penal |                                                 |                                                       |                  |
|                       | - Stojanov - Blazevski - Petkovski - Glisic |                            | - Desnikj - Jasaroski - Nastevski - Janakievski |                                                       |                  |

| 20 de octubre de 2021 | FK Bregalnica Štip                                                | 4:0 (1:0) | FK Ohrid | Gradski stadion Štip, Štip, Macedonia del Norte |                  |
| 14:00 (CET)           | - Djokic 35' - Cvetanoski 59' (a.g.) - Kudijan 69' - Stojanov 90' | Reporte   |          | Árbitro(s): [[]]                                | Árbitro(s): [[]] |

| 20 de octubre de 2021 | FK Belasica                   | 2:4 (0:3) | FK Sileks                                                     | Stadion Blagoj Istatov, Strumica, Macedonia del Norte |                  |
| 14:00 (CET)           | - Tasevski 64' - Mitovski 90' | Reporte   | - 13' Mitev - 22' Tanushev - 27' Stojcevski - 90+1' Spirkoski | Árbitro(s): [[]]                                      | Árbitro(s): [[]] |

| 20 de octubre de 2021 | F Pelister                                           | 0:0 (5:4 p.)               | F Rabotnički                                          | Stadion Tumbe Kafe, Bitola, Macedonia del Norte |                  |
| 14:00 (CET)           |                                                      | Reporte                    |                                                       | Árbitro(s): [[]]                                | Árbitro(s): [[]] |
|                       |                                                      | Tiros desde el punto penal |                                                       |                                                 |                  |
|                       | - Veceski - Boskovski - Jusuf - Manevski - Dragarski |                            | - Alomerovic - Ristevski - Poznyak - Darboe - Mustafa |                                                 |                  |

| 20 de octubre de 2021 | FK Shkupi        | 1:0 (1:0) | GFK Tikvesh | Čair Stadium, Skopie, Macedonia del Norte |                  |
| 14:00 (CET)           | - Cvetanoski 30' | Reporte   |             | Árbitro(s): [[]]                          | Árbitro(s): [[]] |

## Cuartos de final
| 1 de diciembre de 2021 | FK Sileks                                                    | 1:1 (0:0) (5:4 p.)         | FK Bregalnica Štip                                                | Gradski Stadion Kratovo, Kratovo, Macedonia del Norte |                  |
| 13:00 (CET)            | - Kalanoski 56'                                              | Reporte                    | - 47' Đokić                                                       | Árbitro(s): [[]]                                      | Árbitro(s): [[]] |
|                        |                                                              | Tiros desde el punto penal |                                                                   |                                                       |                  |
|                        | - Spirkoski - Burhan - Stojcevski - Kalanoski - Peev - Mitev |                            | - Eskić - Manevski - Azinović - Kudijan - Dodev - Altiparmakovski |                                                       |                  |

| 1 de diciembre de 2021 | KF Shkëndija                            | 0:0 (3:4 p.)               | FC Struga                                        | Ecolog Arena, Tetovo, Macedonia del Norte |                  |
| 13:00 (CET)            |                                         | Reporte                    |                                                  | Árbitro(s): [[]]                          | Árbitro(s): [[]] |
|                        |                                         | Tiros desde el punto penal |                                                  |                                           |                  |
|                        | - Krivak - Guri - Dita - Neziri - Nafiu |                            | - Tairi - Galevski - Kocoski - Cvetanoski - Cake |                                           |                  |

| 1 de diciembre de 2021 | FK Makedonija Gjorče Petrov             | 0:0 (4:1 p.)               | FK Shkupi                          | Gorče Petrov Stadium, Skopie, Macedonia del Norte |                  |
| 13:00 (CET)            |                                         | Reporte                    |                                    | Árbitro(s): [[]]                                  | Árbitro(s): [[]] |
|                        |                                         | Tiros desde el punto penal |                                    |                                                   |                  |
|                        | - Adem - Lichina - Fernandinho - Fazliu |                            | - Radeski - Cheshmedjiev - Álvarez |                                                   |                  |

| 15 de diciembre de 2021 | FK Pelister | vs.     | FK Vardar | Stadion Tumbe Kafe, Bitola, Macedonia del Norte |                  |
| 13:00 (CET)             |             | Reporte |           | Árbitro(s): [[]]                                | Árbitro(s): [[]] |